# Sồi phương Đông
Sồi phương Đông, tên khoa học Fagus orientalis, là một loài thực vật có hoa trong họ Fagaceae. Loài này được Lipsky miêu tả khoa học đầu tiên năm 1898.

## Hình ảnh

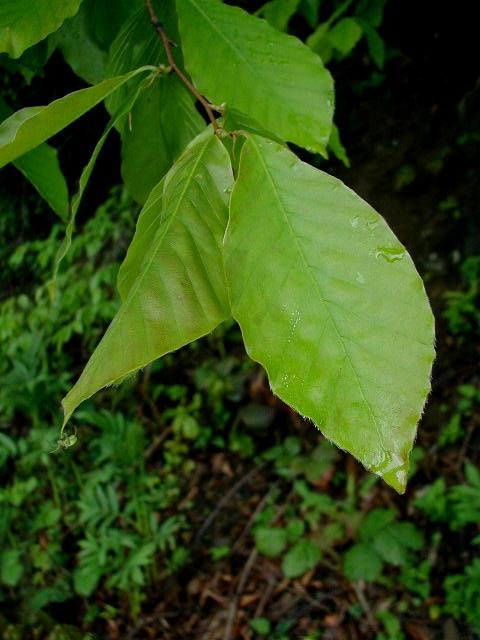
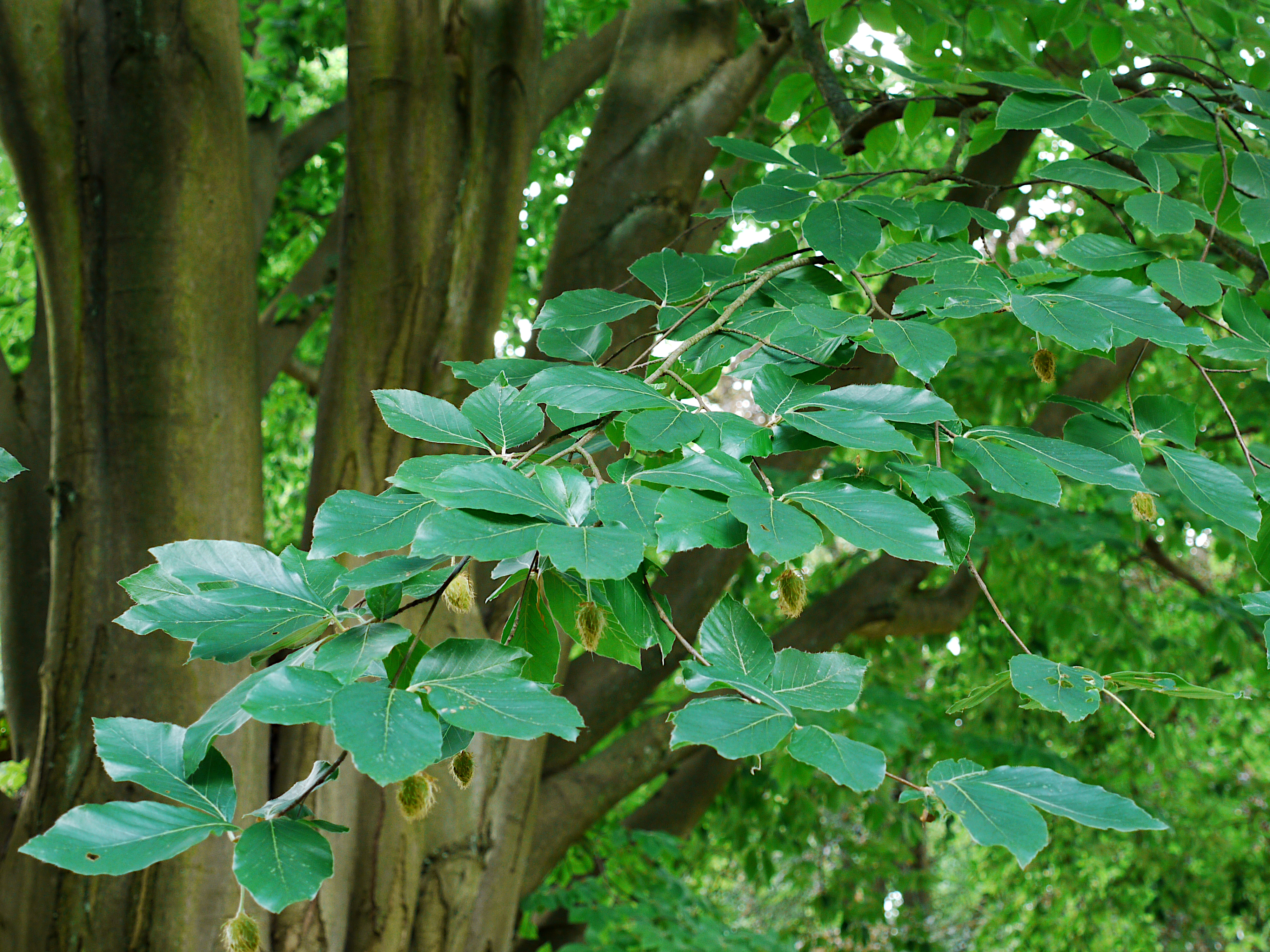
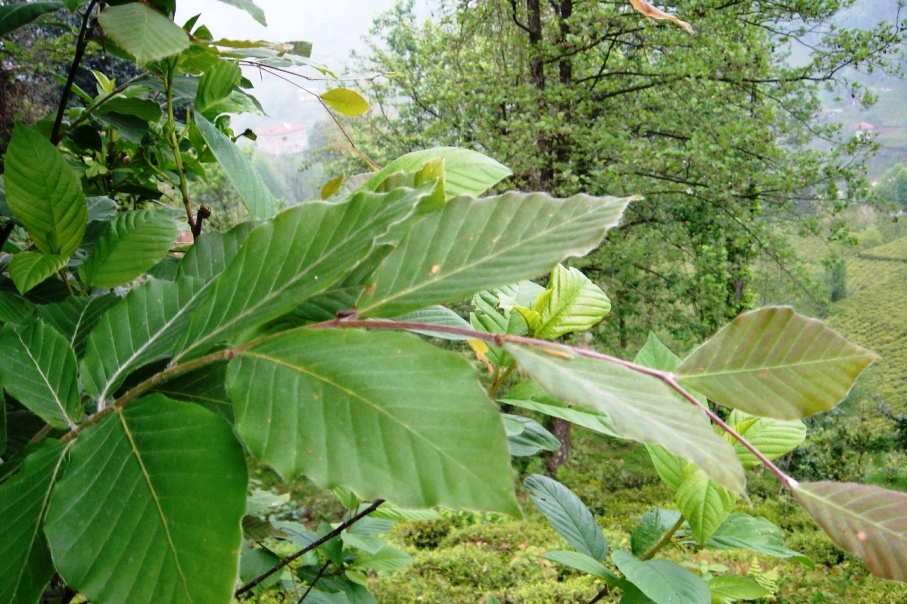
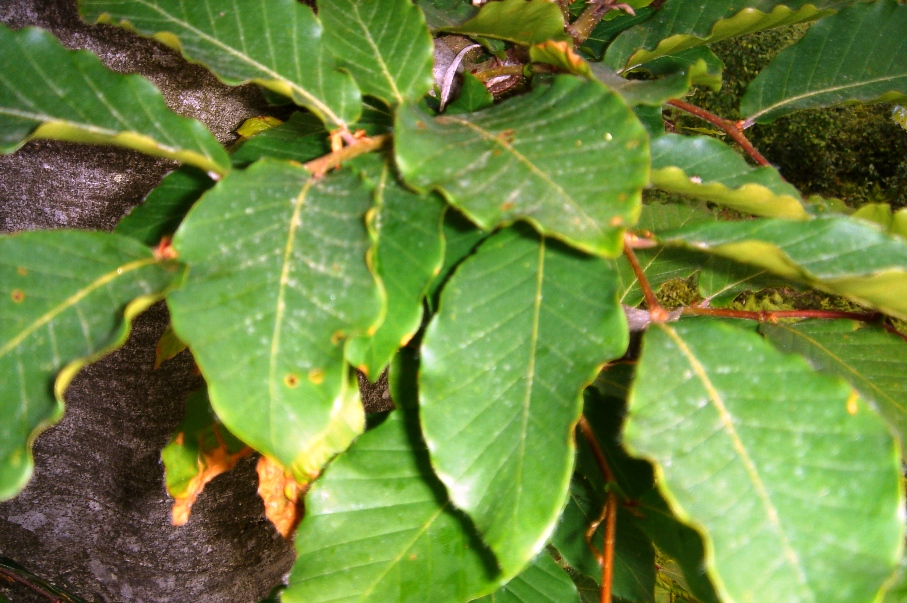